# Journal of Population Economics
The Journal of Population Economics (PopEcon; Журнал економіки населення) — спеціалізований економічний та демографічний журнал (Німеччина). Видається з 1988 р. Інститутом економіки праці та Європейським товариством економіки населення. Головним редактором журналу є К. Циммерман.
Журнал публікує оригінальні науково-дослідні статті за темами, що знаходяться на перетині предметів економіки та демографії, таким як вибір кількості дітей та рівня освіти; міграція; політика населення, витрат та пенсійного забезпечення; соціальне забезпечення та інші.
Журнал присуджує Премію Кузнеця за найкращу публікацію.
Періодичність виходу журналу: 4 номери на рік.